# Archibald Cameron (Philologe)
Archibald Cameron (* 1902; † 1964) war ein britischer Altphilologe.
Archibald Cameron studierte Classics an der Universität Glasgow (BA 1921), 1922 machte er das Diplôme d’études supérieures an der Sorbonne und studierte dann bis 1924 am Balliol College in Oxford weiter. 1924 wurde er Assistent an der Universität Aberdeen, 1927 Lecturer an der Universität Edinburgh und 1931 schließlich Regius Professor of Greek an der Universität Aberdeen. 1926 und 1931 reiste er mit Christopher Cox zur Aufnahme von Inschriften in Phrygien.

## Veröffentlichungen
- mit Christopher Cox: A native inscription from the Myso-Phrygian Borderland. In: Klio 25, 1932, S. 34–49.
- mit Christopher Cox: Monuments from Dorylaeum and Nacolea (= Monumenta Asiae Minoris Antiqua Band 5). Manchester University Press, Manchester 1937 (Digitalisat).